# Coccothrinax guantanamensis
Coccothrinax guantanamensis là loài thực vật có hoa thuộc họ Arecaceae. Loài này được (León) O.Muñiz & Borhidi mô tả khoa học đầu tiên năm 1981.